# Ines Vukajlović

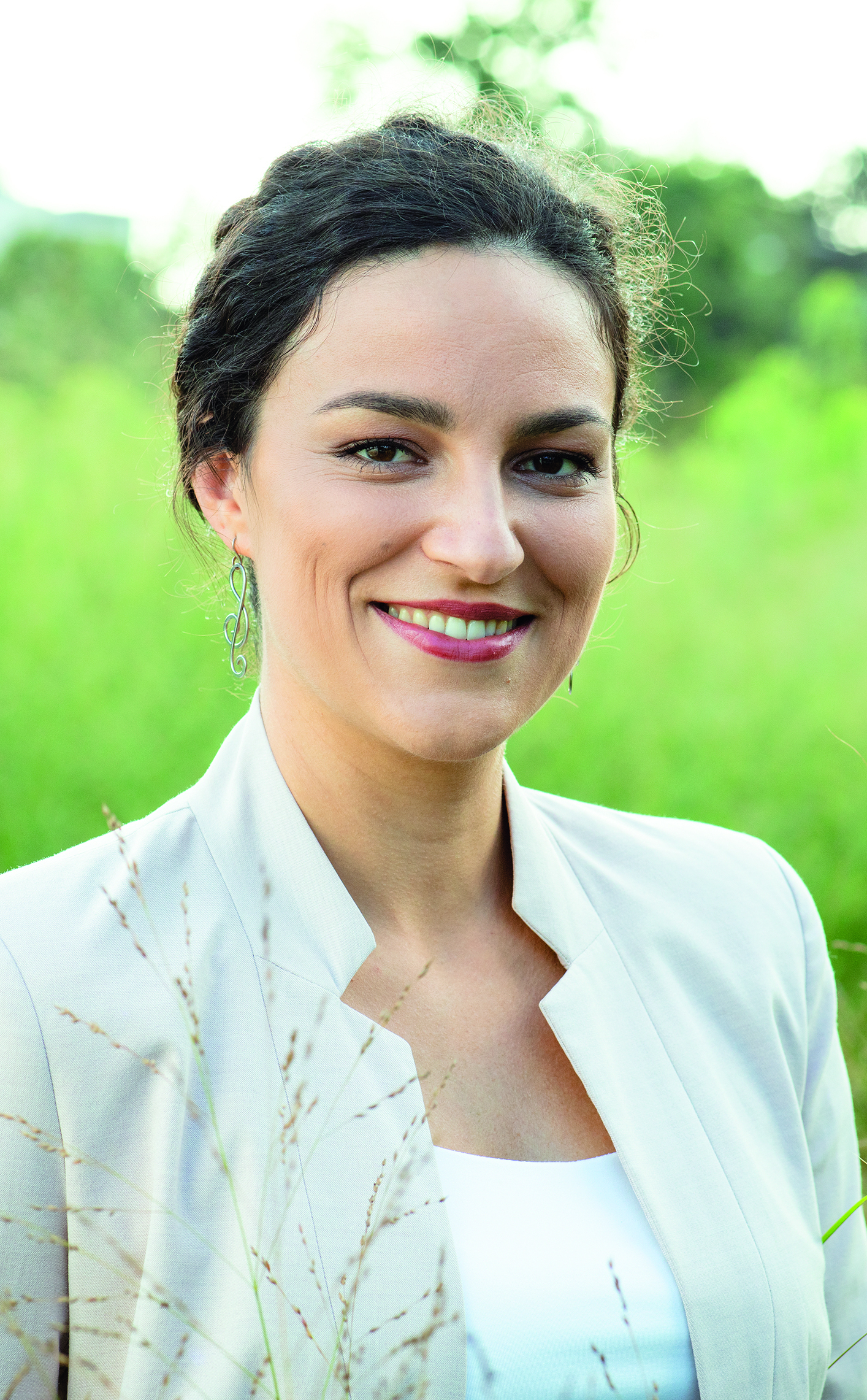
Ines Vukajlović (2022)

Ines Vukajlović (* 26. Juli 1991 in Wels) ist eine österreichische Politikerin der Grünen. Seit dem 23. Oktober 2021 ist sie Abgeordnete zum Oberösterreichischen Landtag.

## Leben

### Ausbildung und Beruf
Ines Vukajlović besuchte nach der Volksschule in Wels das Bundesgymnasium/Bundesrealgymnasium (BG/BRG) in der dortigen Dr.-Schauerstraße, wo sie 2009 maturierte. 2012 begann sie ein Bachelorstudium der Politikwissenschaft an der Universität Wien, das sie 2015 als Bachelor of Arts (BA) abschloss. Parallel dazu studierte sie Transkulturelle Kommunikation (Deutsch, Englisch, Bosnisch/Kroatisch/Serbisch), dieses Studium schloss sie 2016 ebenfalls als Bachelor of Arts ab. Ab 2016 absolvierte sie an der Universität Amsterdam ein Masterstudium Migration und Ethnische Studien, das sie 2017 als Master of Science (MSc) beendete.
Von 2017 bis 2020 war sie Referentin für Integration im Büro von Landesrat Rudolf Anschober (bis Jänner 2020) bzw. Stefan Kaineder (ab Jänner 2020). 2020/21 arbeitete sie als wissenschaftliche Referentin und stellvertretende Leiterin der Integrationsstelle des Landes Oberösterreich.

### Politik
Bei der Landtagswahl in Oberösterreich 2021 kandidierte sie auf dem sechsten Listenplatz der Landesliste der Grünen Oberösterreich sowie im Landtagswahlkreis Traunviertel. Am 23. Oktober 2021 wurde sie in der konstituierenden Sitzung der XXIX. Gesetzgebungsperiode als Abgeordnete zum Oberösterreichischen Landtag angelobt. Im Landtagsklub der Grünen wurde sie Bereichssprecherin für Sozialpolitik, Wohnen, Antidiskriminierungspolitik, Integrations- und Asylpolitik, Personalwesen und KonsumentInnenschutz.
Im Februar 2024 wurde sie am Bundeskongress der Grünen hinter Lena Schilling und Thomas Waitz auf den dritten Listenplatz für die Europawahl 2024 gewählt.